# Ellar Coltrane
Ellar Coltrane Kinney Salmon (ur. 27 sierpnia 1994 w Austin) – amerykański aktor, który wystąpił w roli Masona w filmie Boyhood.

## Filmografia
| Rok  | tytuł                                        | Rola               | Uwagi       |
| ---- | -------------------------------------------- | ------------------ | ----------- |
| 2002 | Kowboje i idioci                             | młody Earl Crest   |             |
| 2005 | Faith & Bullets                              | Thomas Chaney, Jr. |             |
| 2006 | Fast Food Nation                             | Jay Anderson       |             |
| 2009 | Hallettsville                                | Young Tyler Jensen |             |
| 2014 | Boyhood                                      | Mason Evans, Jr.   | główna rola |
| 2016 | Barry                                        | Will               |             |
| 2017 | The Circle. Krąg                             | Mercer             |             |
| 2017 | Ostatnia gwiazda kina                        | Shane              |             |
| 2017 | Blood Money                                  | Victor             |             |
| 2018 | Człowiek, który zabił Hitlera i Wielką Stopę | The Clerk          |             |
| 2019 | Summer Night                                 | Jameson            |             |
| 2020 | The Get Together                             | Face Tattoo        |             |
| 2020 | With Pleasure                                | Bar Fly            | krótkometr. |
| 2020 | Ptak dobrego Boga                            | Salmon Brown       | miniserial  |
| 2021 | El Fantasma                                  | Lee Harvey Oswald  | krótkometr. |
| 2021 | Shoplifters of the World                     | Dean               |             |
| 2023 | The Weird Kidz                               | Wyatt              | głos        |